# Brixton Deverill
Brixton Deverill è una località di 83 abitanti della contea del Wiltshire, in Inghilterra.
Nell'aprile 2016, un abitante della località, Luke Irwin, scavando nel suo giardino, ha accidentalmente scoperto gli resti di una villa romana importante, tra mosaici in buona condizione.